# Cercopis venosa
Cercopis venosa är en insektsart som beskrevs av Gmelin 1789. Cercopis venosa ingår i släktet Cercopis och familjen spottstritar. Inga underarter finns listade i Catalogue of Life.